# Municipio de Guanajuato
El Municipio de Guanajuato es uno de los 46 municipios en que se encuentra dividido el estado mexicano de Guanajuato; su cabecera es la ciudad de Guanajuato, capital del estado y declarada Patrimonio Cultural de la Humanidad.

## Geografía
El municipio de Guanajuato se encuentra localizado en el centro-oeste del territorio estatal, sus coordenadas geográficas extremas son 20° 49' - 21° 14' de latitud norte y 101° 03' - 101° 27' de longitud oeste; su territorio es montañoso y accidentante, fluctuando la altitud entre un máximo de 3 000 y un mínimo de 1 700 metros sobre el nivel del mar. Tiene una extensión territorial de 1014.54 kilómetros cuadrados que equivalen al 3.28 % de la superficie total del estado de Guanajuato.

### Carreteras principales
- Carretera Federal 45
- Carretera Federal 110
- Carretera Federal 110D

### Municipios adyacentes
- Municipio de San Felipe – norte
- Municipio de Dolores Hidalgo – este
- Municipio de Salamanca – sureste
- Municipio de Irapuato – sur
- Municipio de Silao de la Victoria – oeste
- Municipio de León – noroeste

## Demografía
De acuerdo a los resultados del Censo de Población y Vivienda realizados en 2020 por el Instituto Nacional de Estadística y Geografía, la población total del municipio de Guanajuato es de 194,500 habitantes, de los cuales 94,038 son hombres y 100,462 son mujeres.

### Localidades
En el censo de 2020 el municipio de Guanajuato contaba con 219 localidades.
| Código INEGI      | Localidad            | Población (2020) |
| ----------------- | -------------------- | ---------------- |
| 110150001         | Guanajuato           | 70 068           |
| 110150067         | Marfil               | 33 184           |
| 110150126         | Yerbabuena           | 15 476           |
| 110150111         | Santa Teresa         | 7 785            |
| 110150375         | Villas de Guanajuato | 5 312            |
| 110150102         | San José de Llanos   | 4 243            |
| 110150091         | Puentecillas         | 4 179            |
| 110150115         | La Sauceda           | 4 028            |
| 110150031         | Cañada de Bustos     | 3 833            |
| 110150034         | Capulín de Bustos    | 2 512            |
| 110150039         | San José de Cervera  | 1 678            |
| 110150062         | Los Lorenzos         | 1 630            |
| 110150127         | Zangarro             | 1 597            |
| 110150063         | Mineral de la Luz    | 1 422            |
| 110150104         | San José del Rodeo   | 1 410            |
| 110150110         | Santa Rosa de Lima   | 1 306            |
| 110150076         | Los Nicolases        | 1 300            |
| 110150027         | Calderones           | 1 163            |
| 110150118         | El Tejabán           | 1 031            |
| 110150045         | El Coyote            | 1 023            |
| Otras localidades | Otras localidades    | 30 320           |
| Total municipal   | Total municipal      | 194 500          |

## Turismo
Guanajuato alberga 5 de Las 50 Maravillas de Guanajuato declaradas en 2017 por el dolorense Emmanuel Pérez Balderas. 
1-Basílica colegiata de Nuestra Señora de Guanajuato
2-Monumento a El Pipíla 
3-Callejón de El Beso 
4-Universidad de Guanajuato
5-Sierra de Santa Rosa 

## Política

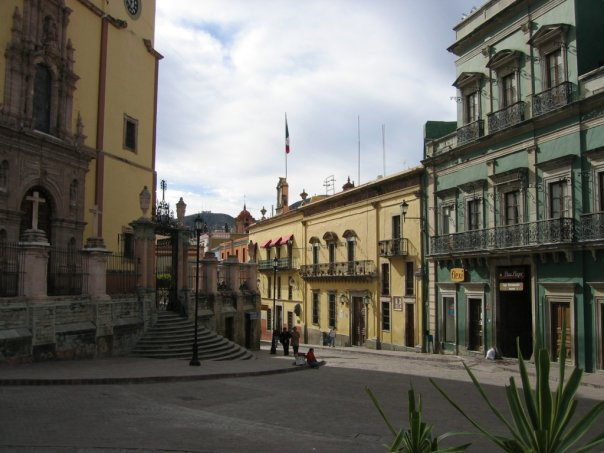
Ayuntamiento de Guanajuato

El gobierno del municipio le corresponde al Ayuntamiento estando éste conformado por el presidente municipal, dos síndicos y un cabildo compuesto de por doce regidores, de los cuales cinco son electos por mayoría relativa y siete mediante el principio de representación proporcional. Todo el ayuntamiento es electo para un periodo de tres años que no son renovables para el periodo consecutivo, pero si de forma no continua y entra a ejercer su cargo el día 10 de octubre del año de la elección.

### Representación legislativa
Para la elección de Diputados locales al Congreso de Guanajuato y de Diputados federales a la Cámara de Diputados, el municipio de León se encuentra integrado en los siguientes distritos electorales:
Local:
- VIII Distrito Electoral Local de Guanajuato con cabecera en Guanajuato.[8]

Federal:
- IV Distrito Electoral Federal de Guanajuato con cabecera en Guanajuato.[9]

### Presidentes municipales
| Presidente municipal | Presidente municipal            | Periodo     | Partido | Elección |
| -------------------- | ------------------------------- | ----------- | ------- | -------- |
|                      | Ernesto Castañares Alcalá       | 1970 – 1972 |         | 1970     |
|                      | Francisco Javier Guiza Alday    | 1973        |         | Interino |
|                      | Sergio Arroyo Arroyo            | 1973 – 1976 |         | 1973     |
|                      | Juan Arturo Villaseñor Buchanan | 1976        |         | Interino |
|                      | Elisa López Luna Polo           | 1976 – 1979 |         | 1976     |
|                      | Edgardo Meave Torrescano        | 1979 – 1982 |         | 1979     |
|                      | Rafael Villagómez Mapes         | 1982 – 1985 |         | 1982     |
|                      | Edgardo Meave Torrescano        | 1985 – 1988 |         | 1985     |
|                      | Eduardo Knapp Aguilar           | 1988 – 1991 |         | 1988     |
|                      | José Tomás Maclovio Zavala      | 1991 – 1994 |         | 1991     |
|                      | Arnulfo Vázquez Nieto           | 1994 – 1997 |         | 1994     |
|                      | Luis Felipe Luna Obregón        | 1997 – 2000 |         | 1997     |
|                      | Rafael Villagómez Mapes         | 2000 – 2003 |         | 2000     |
|                      | Arnulfo Vázquez Nieto           | 2003 – 2006 |         | 2003     |
|                      | Eduardo Romero Hicks            | 2006 – 2009 |         | 2006     |
|                      | Nicéforo Guerrero Reynoso       | 2009 – 2012 |         | 2009     |
|                      | Luis Fernando Gutiérrez Márquez | 2012 – 2015 |         | 2012     |
|                      | Édgar Castro Cerrillo           | 2015 – 2018 |         | 2015     |
|                      | Alejandro Navarro Saldaña       | 2018 – 2021 |         | 2018     |
| 2021 – 2024          | Alejandro Navarro Saldaña       | 2021        |         |          |
|                      | Samantha Smith Gutiérrez        | 2024 - 2027 |         | 2024     |